# Hebron (Texas)
Hebron è un centro abitato degli Stati Uniti d'America, situato nella contea di Collin e nella contea di Denton dello Stato del Texas.

## Geografia fisica
Hebron è situata a 33°01′42″N 96°53′55″W (33.028460, -96.898564).
Secondo lo United States Census Bureau, ha un'area totale di 1,3 miglia quadrate (3,3 km²).

## Società

### Evoluzione demografica
Secondo il censimento del 2000, c'erano 874 persone, 271 nuclei familiari e 243 famiglie residenti nella città. La densità di popolazione era di 214,8 persone per miglio quadrato (82,9/km²). C'erano 335 unità abitative a una densità media di 82,3 per miglio quadrato (31,8/km²). La composizione etnica della città era formata dall'82,27% di bianchi, il 4,69% di afroamericani, lo 0,11% di nativi americani, l'11,33% di asiatici, lo 0,69% di altre razze, e lo 0,92% di due o più etnie. Ispanici o latinos di qualunque razza erano il 2,29% della popolazione.
C'erano 271 nuclei familiari di cui il 59,8% aveva figli di età inferiore ai 18 anni, l'86,3% erano coppie sposate conviventi, l'1,8% aveva un capofamiglia femmina senza marito, e il 10,3% erano non-famiglie. Il 8,1% di tutti i nuclei familiari erano individuali e l'1,8% aveva componenti con un'età di 65 anni o più che vivevano da soli. Il numero di componenti medio di un nucleo familiare era di 3,23 e quello di una famiglia era di 3,43.
La popolazione era composta dal 36,2% di persone sotto i 18 anni, il 2,9% di persone dai 18 ai 24 anni, il 41,9% di persone dai 25 ai 44 anni, il 16,1% di persone dai 45 ai 64 anni, e il 3,0% di persone di 65 anni o più. L'età media era di 34 anni. Per ogni 100 femmine c'erano 100,9 maschi. Per ogni 100 femmine dai 18 anni in giù, c'erano 100,7 maschi.
Il reddito medio di un nucleo familiare era di 140.102 dollari, e quello di una famiglia era di 140.371 dollari. I maschi avevano un reddito medio di 93.983 dollari contro i 61.250 dollari delle femmine. Il reddito pro capite era di 42.598 dollari Nessuno era sotto la soglia di povertà.
La popolazione era di 415 al censimento del 2010.